# 萨勒玛·阿马尼
萨勒玛·阿马尼（阿拉伯语：سلمى أماني；1989年11月28日—），摩洛哥女子职业足球运动员，司职中场，目前效力于吉达联合俱乐部和摩洛哥国家女子足球队。她曾代表摩洛哥参加2022年非洲女子世界杯和2023年国际足联女子世界杯等多场国际赛事。